# شمپین
«شَمپِین» (انگلیسی: Shampain) تک‌آهنگی از خواننده و ترانه‌سرای اهل بریتانیا مارینا و دیاموندز از اولین آلبوم استودیویی او جواهرات خانوادگی است که در ۱۱ اکتبر ۲۰۱۰ منتشر شد.